# Божидар Грујовић
Божидар Грујовић (Теодор Филиповић) (1778 — 1807) био је српски универзитетски професор и први секретар Правитељствујушчег совјета.

## Биографија
Био је поријеклом из ваљевског округа, а рођен је у Руми. Завршио је право на Пештанском универзитету.
Грујовић је био професор права и историје на Харковском универзитету до преласка у Србију 1805. године. Приликом преласка у Србију узео је име Божидар (превод имена Теодор) и презиме Грујовић, што је чинила већина Срба из Аустрије, због проблема које би могли имати са аустријским властима.
Сматра се за првог српског уставописца.
О Грујовићу је снимљен камерни ТВ филм Између изгубљеног и неодржаног 2004. године.